# Wereldkampioenschappen noords skiën 2019
De wereldkampioenschappen noords skiën 2019 (officieel: Stora Enso Nordic World Ski Championships 2019) werden van 20 februari tot en met 3 maart gehouden in Seefeld, Oostenrijk.

## Wedstrijdschema
| Februari/Maart     | 20 | 21 | 22 | 23 | 24 | 25 | 26 | 27 | 28 | 1 | 2 | 3 | T  |
| ------------------ | -- | -- | -- | -- | -- | -- | -- | -- | -- | - | - | - | -- |
| Langlaufen         | Q  | 2  |    | 2  | 2  |    | 1  | 1  | 1  | 1 | 1 | 1 | 12 |
| Noordse combinatie |    |    | 1  |    | 1  |    |    |    | 1  |   | 1 |   | 4  |
| Schansspringen     |    |    | Q  | 1  | 1  |    | 1  | 1  | Q  | 1 | 1 |   | 6  |
| Finales            | 0  | 2  | 1  | 3  | 4  | 0  | 2  | 2  | 2  | 2 | 3 | 1 | 22 |

## Medailles

### Langlaufen

#### Mannen
| Onderdeel             | Goud                                                                            | Goud                                          | Zilver                                                                              | Zilver                                     | Brons                                                                         | Brons                                           |
| --------------------- | ------------------------------------------------------------------------------- | --------------------------------------------- | ----------------------------------------------------------------------------------- | ------------------------------------------ | ----------------------------------------------------------------------------- | ----------------------------------------------- |
| Sprint                | Johannes Høsflot Klæbo Noorwegen                                                | Johannes Høsflot Klæbo Noorwegen              | Federico Pellegrino Italië                                                          | Federico Pellegrino Italië                 | Gleb Retivych Rusland                                                         | Gleb Retivych Rusland                           |
| 15 km klassieke stijl | Martin Johnsrud Sundby Noorwegen                                                | 38.22,6                                       | Aleksandr Bessmertnych Rusland                                                      | 38.24,6                                    | Iivo Niskanen Finland                                                         | 38.43,0                                         |
| 30 km skiatlon        | Sjur Røthe Noorwegen                                                            | 1:10.21,8                                     | Aleksandr Bolsjoenov Rusland                                                        | 1:10.21,9                                  | Martin Johnsrud Sundby Noorwegen                                              | 1:10.22,5                                       |
| 50 km vrije stijl     | Hans Christer Holund Noorwegen                                                  | 1:49.59,3                                     | Aleksandr Bolsjoenov Rusland                                                        | 1:50.27,1                                  | Sjur Røthe Noorwegen                                                          | 1:50.57,1                                       |
| Teamsprint            | Noorwegen Emil Iversen Johannes Høsflot Klæbo                                   | Noorwegen Emil Iversen Johannes Høsflot Klæbo | Rusland Gleb Retivych Aleksandr Bolsjoenov                                          | Rusland Gleb Retivych Aleksandr Bolsjoenov | Italië Francesco De Fabiani Federico Pellegrino                               | Italië Francesco De Fabiani Federico Pellegrino |
| 4×10 km estafette     | Noorwegen Emil Iversen Martin Johnsrud Sundby Sjur Røthe Johannes Høsflot Klæbo | 1:42.32,1                                     | Rusland Andrej Larkov Aleksandr Bessmertnych Aleksandr Bolsjoenov Sergej Oestjoegov | 1:43.10,9                                  | Frankrijk Adrien Backscheider Maurice Manificat Clément Parisse Richard Jouve | 1:43.33,1                                       |

#### Vrouwen
| Onderdeel             | Goud                                                               | Goud                                | Zilver                                                                       | Zilver                                 | Brons                                                                              | Brons                                                     |
| --------------------- | ------------------------------------------------------------------ | ----------------------------------- | ---------------------------------------------------------------------------- | -------------------------------------- | ---------------------------------------------------------------------------------- | --------------------------------------------------------- |
| Sprint                | Maiken Caspersen Falla Noorwegen                                   | Maiken Caspersen Falla Noorwegen    | Stina Nilsson Zweden                                                         | Stina Nilsson Zweden                   | Mari Eide Noorwegen                                                                | Mari Eide Noorwegen                                       |
| 10 km klassieke stijl | Therese Johaug Noorwegen                                           | 27.02,1                             | Frida Karlsson Zweden                                                        | 27.14,3                                | Ingvild Flugstad Østberg Noorwegen                                                 | 27.37,7                                                   |
| 15 km skiatlon        | Therese Johaug Noorwegen                                           | 36.54,5                             | Ingvild Flugstad Østberg Noorwegen                                           | 37.52,1                                | Natalja Neprjajeva Rusland                                                         | 37.53,2                                                   |
| 30 km vrije stijl     | Therese Johaug Noorwegen                                           | 1:14.26,2                           | Ingvild Flugstad Østberg Noorwegen                                           | 1:15.03,0                              | Frida Karlsson Zweden                                                              | 1:15.10,2                                                 |
| Teamsprint            | Zweden Stina Nilsson Maja Dahlqvist                                | Zweden Stina Nilsson Maja Dahlqvist | Slovenië Katja Višnar Anamarija Lampič                                       | Slovenië Katja Višnar Anamarija Lampič | Noorwegen Ingvild Flugstad Østberg Maiken Caspersen Falla                          | Noorwegen Ingvild Flugstad Østberg Maiken Caspersen Falla |
| 4×5 km estafette      | Zweden Ebba Andersson Frida Karlsson Charlotte Kalla Stina Nilsson | 55.21,0                             | Noorwegen Heidi Weng Ingvild Flugstad Østberg Astrid Jacobsen Therese Johaug | 55.24,1                                | Rusland Joelia Beloroekova Anastasia Sedova Anna Netsjajevskaja Natalja Neprjajeva | 57.24,8                                                   |

### Noordse combinatie
| Onderdeel                | Goud                                                                  | Goud    | Zilver                                                              | Zilver  | Brons                                                                  | Brons   |
| ------------------------ | --------------------------------------------------------------------- | ------- | ------------------------------------------------------------------- | ------- | ---------------------------------------------------------------------- | ------- |
| Gundersen normale schans | Jarl Magnus Riiber Noorwegen                                          | 25.01,3 | Bernhard Gruber Oostenrijk                                          | 25.02,7 | Akito Watabe Japan                                                     | 25.05,9 |
| Gundersen grote schans   | Eric Frenzel Duitsland                                                | 23.43,0 | Jan Schmid Noorwegen                                                | 23.47,3 | Franz-Josef Rehrl Oostenrijk                                           | 23.51,7 |
| Team                     | Noorwegen Espen Bjørnstad Jan Schmid Jørgen Gråbak Jarl Magnus Riiber | 50.15,5 | Duitsland Johannes Rydzek Eric Frenzel Fabian Rießle Vinzenz Geiger | 50.16,5 | Oostenrijk Bernhard Gruber Mario Seidl Franz-Josef Rehrl Lukas Klapfer | 50.20,5 |
| Teamsprint               | Duitsland Eric Frenzel Fabian Rießle                                  | 28.29,5 | Noorwegen Jan Schmid Jarl Magnus Riiber                             | 28.37,7 | Oostenrijk Franz-Josef Rehrl Bernhard Gruber                           | 28.38,7 |

### Schansspringen

#### Mannen
| Onderdeel         | Goud                                                                    | Goud  | Zilver                                                                  | Zilver | Brons                                                          | Brons |
| ----------------- | ----------------------------------------------------------------------- | ----- | ----------------------------------------------------------------------- | ------ | -------------------------------------------------------------- | ----- |
| Normale schans    | Dawid Kubacki Polen                                                     | 218,3 | Kamil Stoch Polen                                                       | 215,5  | Stefan Kraft Oostenrijk                                        | 214,8 |
| Grote schans      | Markus Eisenbichler Duitsland                                           | 279,4 | Karl Geiger Duitsland                                                   | 267,3  | Killian Peier Zwitserland                                      | 266,1 |
| Team grote schans | Duitsland Karl Geiger Richard Freitag Stephan Leyhe Markus Eisenbichler | 987,5 | Oostenrijk Philipp Aschenwald Michael Hayböck Daniel Huber Stefan Kraft | 930,9  | Japan Yukiya Sato Daiki Ito Junshiro Kobayashi Ryoyu Kobayashi | 920,1 |

#### Vrouwen
| Onderdeel           | Goud                                                                   | Goud  | Zilver                                                                                  | Zilver | Brons                                                                         | Brons |
| ------------------- | ---------------------------------------------------------------------- | ----- | --------------------------------------------------------------------------------------- | ------ | ----------------------------------------------------------------------------- | ----- |
| Normale schans      | Maren Lundby Noorwegen                                                 | 259,6 | Katharina Althaus Duitsland                                                             | 259,1  | Daniela Iraschko-Stolz Oostenrijk                                             | 247,6 |
| Team normale schans | Duitsland Juliane Seyfarth Ramona Straub Carina Vogt Katharina Althaus | 898,9 | Oostenrijk Eva Pinkelnig Jacqueline Seifriedsberger Chiara Hölzl Daniela Iraschko-Stolz | 880,3  | Noorwegen Anna Odine Strøm Ingebjørg Saglien Bråten Silje Opseth Maren Lundby | 876,9 |

#### Gemengd
| Onderdeel           | Goud                                                                         | Goud   | Zilver                                                                          | Zilver | Brons                                                                     | Brons |
| ------------------- | ---------------------------------------------------------------------------- | ------ | ------------------------------------------------------------------------------- | ------ | ------------------------------------------------------------------------- | ----- |
| Team normale schans | Duitsland Katharina Althaus Markus Eisenbichler Juliane Seyfarth Karl Geiger | 1012,2 | Oostenrijk Eva Pinkelnig Philipp Aschenwald Daniela Iraschko-Stolz Stefan Kraft | 989,9  | Noorwegen Anna Odine Strøm Robert Johansson Maren Lundby Andreas Stjernen | 938,4 |

### Medailleklassement
| Plaats | Land        | Goud | Zilver | Brons | Totaal |
| 1      | Noorwegen   | 13   | 5      | 7     | 25     |
| 2      | Duitsland   | 6    | 3      | 0     | 9      |
| 3      | Zweden      | 2    | 2      | 1     | 5      |
| 4      | Polen       | 1    | 1      | 0     | 2      |
| 5      | Rusland     | 0    | 5      | 3     | 8      |
| 6      | Oostenrijk  | 0    | 4      | 5     | 9      |
| 7      | Italië      | 0    | 1      | 1     | 2      |
| 8      | Slovenië    | 0    | 1      | 0     | 1      |
| 9      | Japan       | 0    | 0      | 2     | 2      |
| 10     | Finland     | 0    | 0      | 1     | 1      |
| 10     | Frankrijk   | 0    | 0      | 1     | 1      |
| 10     | Zwitserland | 0    | 0      | 1     | 1      |
| Totaal | Totaal      | 22   | 22     | 22    | 66     |

## Organisatie
Om de wereldkampioenschappen noords skiën te kunnen organiseren moesten de sportfaciliteiten/infrastructuur worden verbeterd/aangepast. De totale kosten werden in juli 2014 aanvankelijk begroot op € 16,5 miljoen. In januari 2017 was de kostenbegroting gestegen naar € 27,0 miljoen. In de loop van 2017 spraken de federale overheid, de deelstaat Tirol en de gemeente Seefeld af, dat de federale overheid en de deelstaat Tirol ieder € 10,8 miljoen van de kosten zouden subsidiëren en de gemeente Seefeld € 5,4 miljoen. 
De „WM-Sportanlagen Seefeld-Tirol Gesellschaft m.b.H.“ was belast met de uitvoering van de infrastructuurmaatregelen. De aandeelhouders van deze m.b.H. waren de gemeente Seefeld met 6% en de „Beteiligungs- und Infrastruktur GmbH“ met 94%, die weer een 100% dochteronderneming is van de gemeente Seefeld. Het beheer van de „WM-Sportanlagen Seefeld-Tirol Gesellschaft m.b.H.“ viel onder de verantwoordelijkheid van de burgemeester van de gemeente Seefeld. 
De deelstaat Tirol heeft uiteindelijk € 11.445.304 subsidie verleend voor de verbetering/aanpassing van de sportfaciliteiten van de wereldkampioenschappen noords skiën. € 1.000.000 werd uitgekeerd in 2016, € 5.500.000 in 2017, € 2.000.000 in 2018, € 1.000.000 in 2019 en € 1.945.304 in 2021.
De federale overheid heeft uiteindelijk € 8.000.000 subsidie verleend, in het kader van een subsidieregeling voor sportinfrastructuurmaatregelen, waarvan € 5.500.000 in 2018 en € 2.500.000 in 2019.

## Uitzendrechten
- Canada: CBC Sports[10]
- Duitsland: ARD/ZDF[11]
- Finland: Yle
- Nederland: Eurosport
- Noorwegen: NRK
- Zweden: SVT[12][13]
- Zwitserland: SRG SSR[14]